# Portada/efemèride novembre 24
Reproducció de les restes de Lucy al Museu Nacional d'Antropologia de Mèxic.
« 23 de novembre · 24 de novembre · 25 de novembre »